# Александров, Павел Матвеевич
Павел Матвеевич Александров (9 (20) декабря 1791 — 13 (25) марта 1859) — русский промышленник и благотворитель.

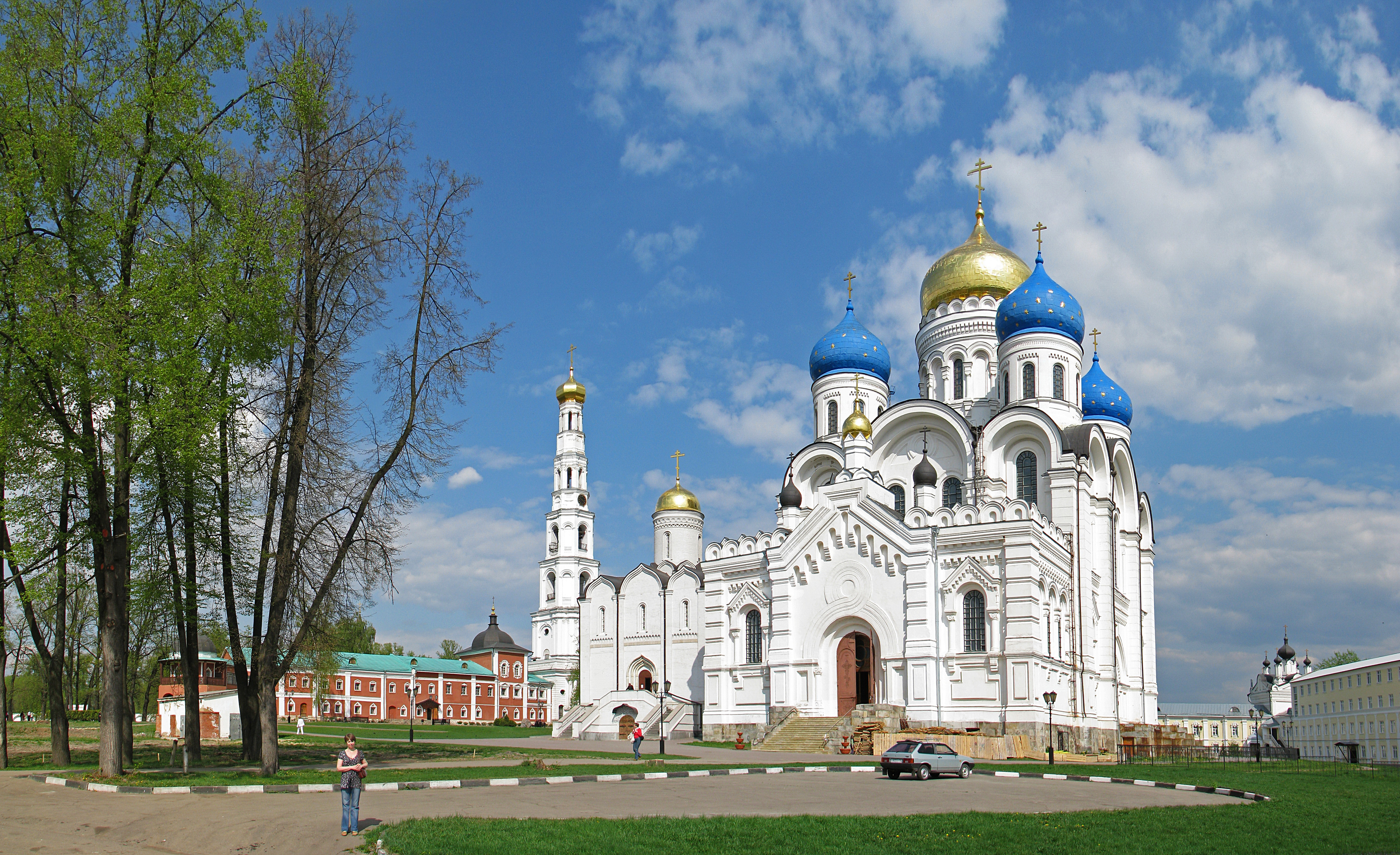
Николо-Угрешский монастырь

Московский первой гильдии купец (1818), потомственный почётный гражданин. Коммерции советник (1838).

## Биография
В 1822—1850 годах арендовал у помещицы Варвары Андреевны Рябининой, жены А. М. Рябинина, здание бывшего Брынского железоделательного завода (Жиздринский уезд Калужской губернии). Там он организовал суконную фабрику, которая в 1840-х годах была крупнейшей в Российской империи и выпускала продукции на 1,3 млн рублей серебром при 1300 работниках.
Большая часть сукна шла в Китай, и Брынская фабрика обеспечивала треть всего российского суконного экспорта.

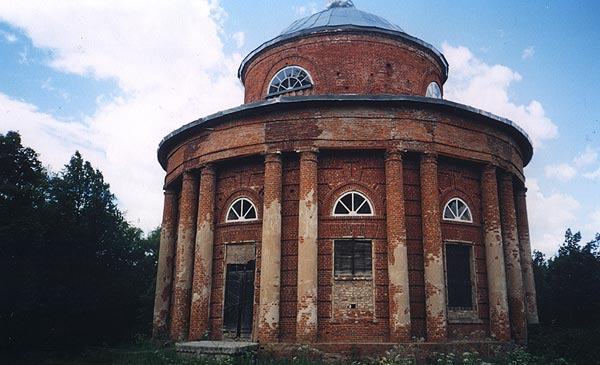
Преображенский храм в с. Брынь, построенный на средства Александрова

На фабрике Александрова работал изобретатель Г. Нестеров, сконструировавший ткацкие станки, которым в то время не было равных в Европе.
Александров известен своей благотворительностью. Он пожертвовал на Николо-Угрешский монастырь более 400 тысяч рублей и в 1853 году купил для него под общежитие дом в Москве. Благодаря этому монастырь был переименован из штатного в общежительный.
Также пожертвовал 200 тысяч рублей серебром на строительство Преображенского храма в селе Брынь Жиздринского уезда (1846), и нанял итальянских архитекторов.
Жена — Мария Григорьевна. Детей у них не было.
Умер 13 (25) марта 1859 года. Похоронен в Николо-Угрешском монастыре в крипте под Успенской церковью.